# John Olof Ericsson
John Olof Ericsson, född 29 juli 1891 i Karlstad, död den 12 april 1978 i Stockholm, var barnboksförfattare, översättare och diktare. 

## Biografi
Ericsson avlade studentexamen i Karlstad 1909, filosofie kandidat vid Uppsala universitet 1912, tog folkskollärareexamen 1914 och arbetade därefter som lärare vid olika skolor i Sverige. Resor i Frankrike och Tyskland resulterade i resebrev i tidningarna Social-Demokraten och Arbetet.

## Författarskap
Ericsson debuterade som författare 1916 med diktsamlingen Vagantvers och rebellrim. Med ojämna mellanrum blev det ytterligare sex diktsamlingar. Den sista kom 1951, Ritt i fjärran : vers på gamla maneret. Liksom i barnböckerna hämtade han i sina balladartade dikter ofta motiv från historien.
1924 kom Robin Hoods äventyr: sägnerna om de fredlösa i Sherwoodskogen, den första i en lång rad böcker för barn om Robin Hood. Ericsson skrev även andra äventyrsberättelser för barn, men gemensamt för dem alla var att författaren hämtade stoff från historien, ofta engelsk medeltid. Han var väl påläst, kunde ge en god tidsfärg och även förmedla en bit kulturhistoria.
Böckerna blev mycket populära. De kom ut nya upplagor och många översattes till danska, norska och finska.
John O. Ericsson verkade också som översättare, framför allt av historiska äventyrsberättelser för barn.